# Akito Matsushima
Akito Matsushima (jap. 松島 暁人 Matsushima Akito; ur. 18 maja 1982, w Tokio) – japoński wspinacz sportowy. Specjalizował się w boulderingu, prowadzeniu oraz we wspinaczce na czas. Wielokrotny medalista mistrzostw Azji we wspinaczce sportowej, mistrz Azji z 2006.

## Kariera sportowa
W roku 2006 w tajwańskim Kaohsiungu wywalczył złoty medal mistrzostw Azji we wspinaczce sportowej w konkurencji boulderingu, a w konkurencji wspinaczka na czas zdobył brązowy medal, w finale przegrał z Indonezyjczykiem Erianto Rozakiem oraz z hongkońskim wspinaczem Lai Chi Wai.
Uczestnik festiwalu wspinaczkowego Rock Master, który corocznie odbywa się na słynnych ścianach wspinaczkowych w Arco, gdzie był zapraszany przez organizatora zawodów. W 2008 na tych zawodach wspinaczkowych zajął czwarte miejsce w boulderingu.

## Osiągnięcia

### Mistrzostwa świata
| Konkurencje | 2001 | 2003 | 2005 | 2007 | 2009 | 2011 | 2012 |
| Bouldering  | —    | 8    | 16   | 12   | —    | —    | —    |
| Prowadzenie | 61   | —    | —    | —    | 13   | 33   | 10   |

### Mistrzostwa Azji
| Konkurencje  | 2000 | 2004 | 2006 | 2009 | 2010 |
| Bouldering   | —    | —    | 1    | 5    | —    |
| Prowadzenie  | 5    | 10   | 4    | 4    | 4    |
| Wsp. na czas | —    | —    | 3    | —    | —    |

### Rock Master
| Konkurencje | 2008 | 2010 |
| Bouldering  | 4    | 12   |